# Gaston Mélingue
Pour les articles homonymes, voir Mélingue.
Gaston Mélingue, né le 26 juillet 1839 à Paris où il est mort le 11 janvier 1914 est un peintre français.

## Biographie
Fils aîné de l’acteur, sculpteur et peintre Étienne Mélingue, et de l’actrice et artiste-peintre Théodorine Thiesset, Gaston Mélingue voit le jour au 22, rue Levert à Paris. Son frère puîné Lucien-Étienne Mélingue poursuivra également une carrière de peintre. Ils ont une sœur. Leur père lui avait réservé, ainsi qu’à sa mère et à son frère, les dépendances de la maison de la rue Levert, afin qu’ils puissent avoir chacun leur atelier.
Élève de Léon Cogniet, Mélingue débute au Salon de 1861 avec le tableau de genre Les Galants Trompettes. Spécialisé dans le genre de la peinture d'histoire, il fait de fréquents voyages à Caen et à Veules-les-Roses où son père avait fait construire une maison.
En 1902, il fait cadeau à la Comédie-Française du portrait de sa mère dans le rôle de Guanhumara, à l’occasion de la reprise des Burgraves.
À sa mort, il laisse pour légataire universel le musée Carnavalet, cohéritier du de cujus avec l’École des beaux-arts de Paris.

## Œuvres

### Œuvres dans les collections publiques
- Caen, musée des Beaux-Arts : Les Vendeurs de chair humaine, 1893, huile sur toile (œuvre détruite).
- Marseille, palais des Arts : Vieux port de Marseille, 1872, huile sur toile.
- Paris :
  - Académie nationale de médecine : Le Docteur Edward Jenner (1749-1823), effectuant la première vaccination contre la variole en 1796, 1879, huile sur toile.
  - École nationale supérieure des beaux-arts.
  - musée Carnavalet.
- Quimper, musée des beaux-arts : Le Départ de La Tour d’Auvergne, 1895, huile sur toile ;
- Rennes, musée des Beaux-Arts : Hoche en 1789, 1889, huile sur toile.
- Vincennes, hôtel de ville : Daumesnil : Je vous rendrai la place quand vous m’aurez rendu ma jambe, 1882, huile sur toile.

Œuvres de Gaston Mélingue
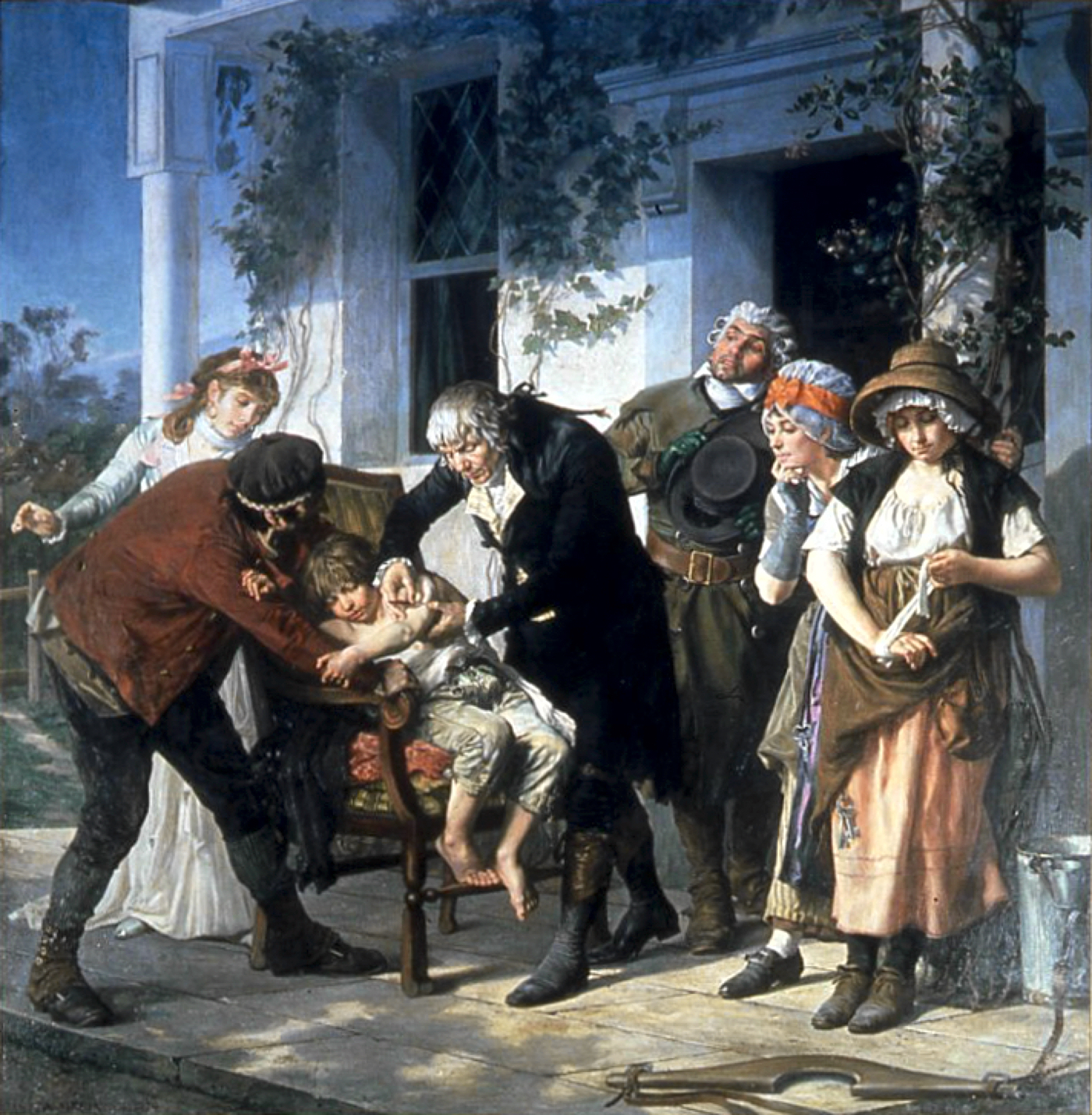
Le Docteur Edward Jenner (1749-1823) effectuant la première vaccination contre la variole en 1796 (1879), Paris, bibliothèque de l'Académie nationale de médecine.
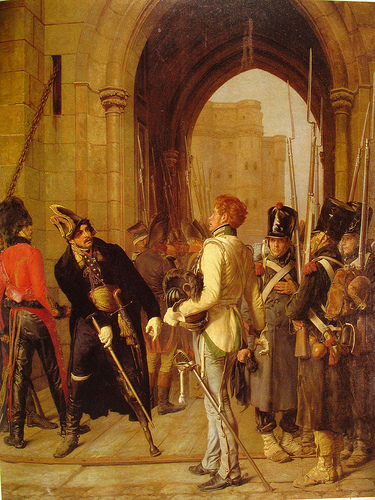
Le Général Daumesnil refuse de livrer Vincennes (1882), hôtel de ville de Vincennes.
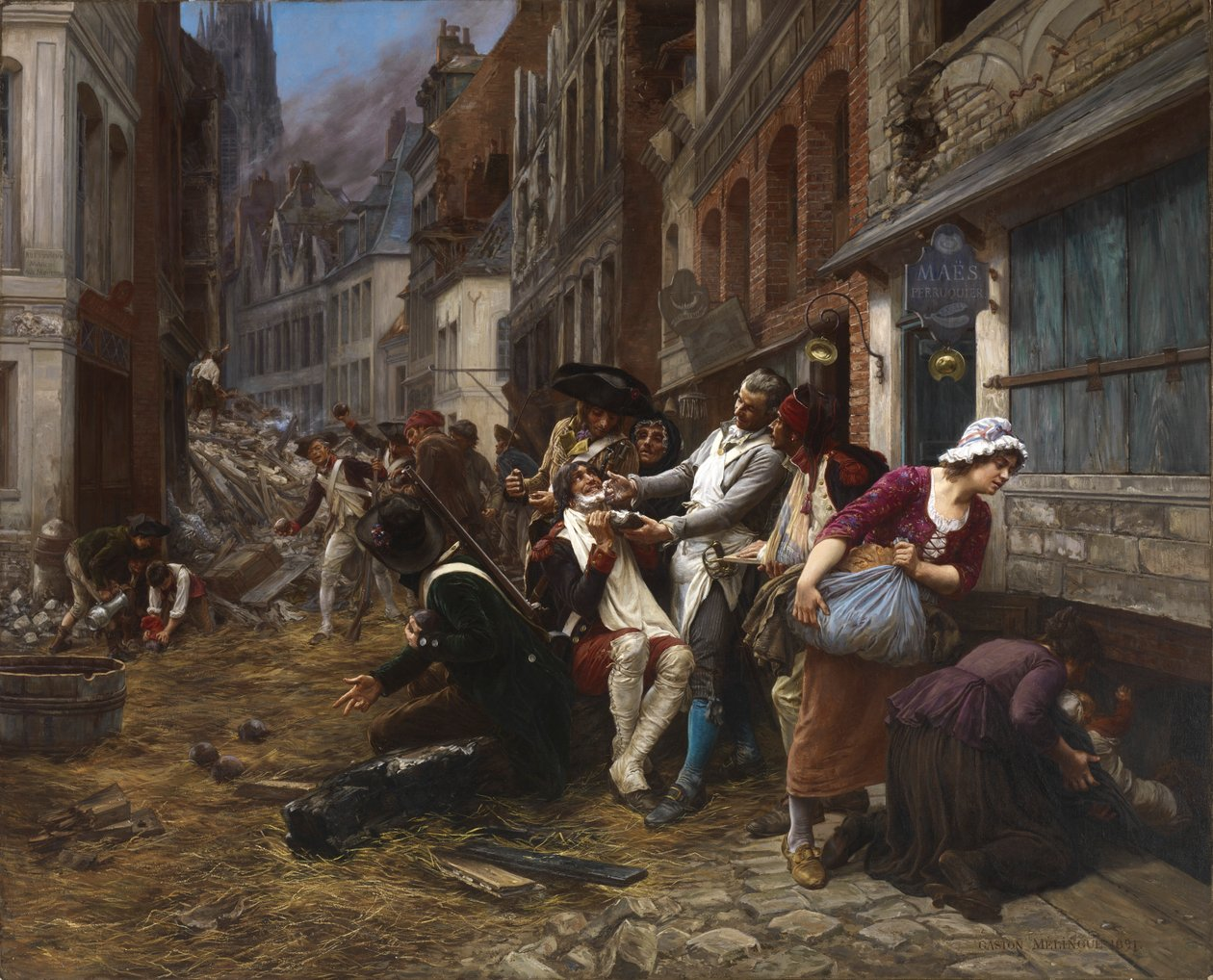
Un épisode du siège de Lille (octobre 1792) (1891), Washington, Smithsonian American Art Museum.

### Œuvres non localisées
- Les Galants Trompettes, 1861.
- Garde-Pêche, 1863.

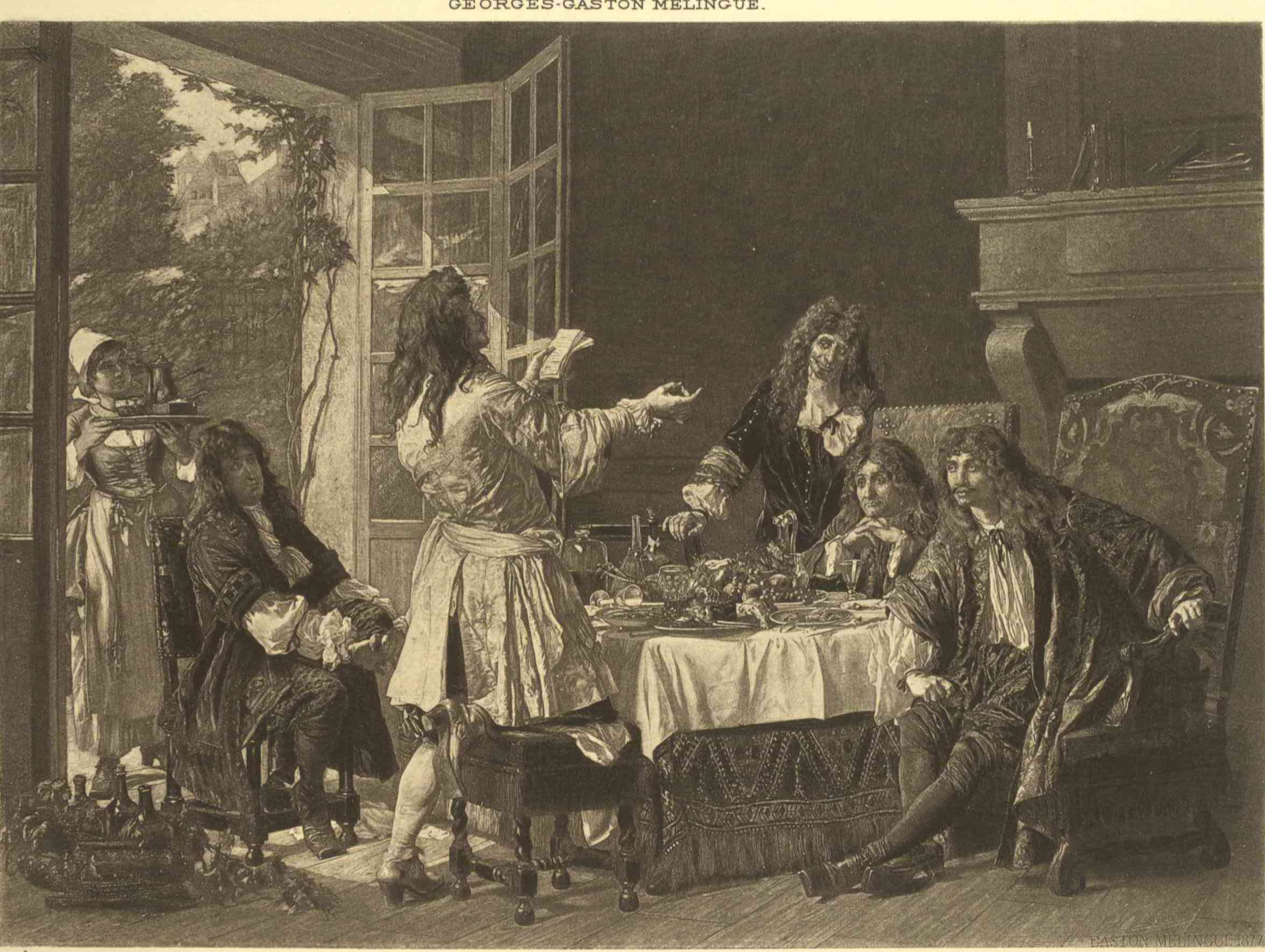
Un dîner chez Molière, à Auteuil (Salon de 1877), gravure d'après le tableau de Mélingue.

- Bacchante porté par deux faunes, 1869.
- Amazone, 1870.
- L’Huître et les Plaideurs, 1872.
- Rabelais à l’hôtellerie de la lamproie à Chinon, 1873.
- Le Juif errant, 1874.
- Un dîner chez Molière, à Auteuil, 1877[5].
- Mlle de Montpensier à la Bastille, 1879.

### Illustrations
- « La Tour d’Auvergne : gravure de Charles Mayet et Eugène Best », Le Magasin pittoresque, éd. de Jouvet et Cie, no 13,‎ 1880.
- « Les Enrôlements du 22 juillet 1792 : Gravure de Trichon », La Famille, no 117,‎ 1er janvier 1882, p. 8-9.
- « Siège de Lille en 1792 », Le Petit Journal, no 99,‎ 1892.
- Alexandre Dumas (ill. Gaston Mélingue), Une vie d’artiste, Paris, Calmann-Lévy, 1889, 312 p. (lire en ligne). — Ouvrage relatant la vie du père de son illustrateur.
- Journal de l’université des annales : illustrations, Paris, 1er septembre 1914, chap. 18.

## Salons
- Salon des artistes français :
  - 1881 : Les Enrôlements volontaires du 22 juillet 1792 ;
  - 1882 : Le Général Daumesnil à Vincennes (1815) ;
  - 1883 : Rouget de Lisle composant la Marseillaise ;
  - 1884 : Le Droit de première nuit ;
  - 1885 : Les Racoleurs ;
  - 1887 : Molière et sa troupe ;
  - 1888 : Le Quart d’heure de Rabelais ;
  - 1889 : Hoche en 1789 ;
  - 1890 : La Cigale et la Fourmi ;
  - 1891 : Épisode du siège de Lille (1792) ;
  - 1892 : Catinat, le lendemain de la bataille de Marseille ;
  - 1893 : Les Vendeurs de chair humaine ;
  - 1894 : Jeanne d’Arc et le capitaine Baudricourt ;
  - 1896 : Jean Bart, parmi les courtisans dans les salons du château de Versailles ;
  - 1902 : Guanhumara, d’après les Burgraves de Victor Hugo.

## Expositions
- Galerie Georges Petit à Paris, du 23 au 30 avril 1892.